# Sophie Hæstorp Andersen
Pour les articles homonymes, voir Andersen.
Sophie Hæstorp Andersen, née le 26 septembre 1974 à Copenhague (Danemark), est une femme politique danoise, membre de la Social-démocratie (SD). 
Elle est ministre des Affaires sociales et du Logement depuis 2024 après avoir été bourgmestre de Copenhague de 2022 à 2024.

## Biographie
Elle est la fille de Svend Hæstorp et de la costumière Pia Else Andersen. Elle est mariée à Troels Andersen ; ils ont deux enfants, Rosa et Rolf.
Elle est députée au Folketing de 2001 à 2013 puis présidente du conseil régional de Hovedstaden de 2014 à 2021.
En 2020, elle est choisie par les sociaux-démocrates pour être leur candidate à la mairie de Copenhague en 2021. Élue, elle entre en fonction en janvier 2022.